# Lubavie

La Lubavie est en gris foncé sur la carte

La Lubavie (en latin : Lubavia) ou pays de Löbau ou Lubawa, également connue comme pays de Michelau ou Michałow (en latin : Terra Michaloviensis ; en allemand : Michelauer Land ; en polonais : Ziemia michałowska), est une région historique de la Pologne, aujourd'hui partie de la voïvodie de Cujavie-Poméranie.
Par le traité de Thorn de 1466, la Lubavie est cédée au royaume de Pologne. Avec le reste du pays de Culm, la Poméralie, la Warmie et le pays de Marienbourg, elle forme la Prusse dite royale ou polonaise.
Lors du premier partage de la Pologne, en 1772, la Lubavie est cédée au royaume de Prusse.
Par le traité de Tilsit, en 1807, elle est cédée au duché de Varsovie. Elle forme le powiat de Michałow, partie orientale du département de Bydgoszcz.
Par l'acte final du Congrès de Vienne, en 1815, elle est recouvrée par le royaume de Prusse. Elle fait partie de la province de Prusse-Occidentale.
Par le traité de Versailles de 1919, elle est cédée à la république de Pologne.
Occupée par l'Allemagne en 1939, elle est rendue à la Pologne par les accords de Potsdam de 1945.